# Etmopterus caudistigmus
Etmopterus caudistigmus és una espècie de peix de la família dels dalàtids i de l'ordre dels esqualiforms.

## Morfologia
- Els mascles poden assolir 31,4 cm de longitud total.[3][4]

## Reproducció
És ovovivípar.

## Hàbitat
És un peix marí d'aigües profundes que viu entre 638-793 m de fondària.

## Distribució geogràfica
Es troba a Nova Caledònia.